# Serene Velocity
Serene Velocity is een experimentele korte film uit 1970 geregisseerd door Ernie Gehr en opgenomen in de kelder van de Binghamton University in Vestal, New York. De film bestaat volledig uit foto's en ieder frame toont een foto van een lange hal. De foto's gaan steeds per twee, waarbij eerst een foto van dichtbij wordt getoond en dan een foto van veraf. De film is in 2001 in het National Film Registry opgenomen ter preservatie.